# Первомайское (село, Севастополь)
Первома́йское или Первома́йка (укр. Первомайка, крымскотат. Pervomayka, Первомайка) — село в Балаклавском муниципальном округе Балаклавского района города  Севастополя  (по решению исполнительного комитета Севастопольского городского Совета депутатов трудящихся от 14 августа 1962 года № 442 согласно административно-территориальному делению УССР и Украины с 1962 года не имеет статуса отдельного населённого пункта в составе Балаклавского района Севастопольского горсовета; в 2014 году населённый пункт был восстановлен как село).

## География
Расположено в центре района, примерно в 4 километрах к северу от вершины Балаклавской бухты, у южного склона Федюхиных высот. Транспортное сообщение осуществляется по региональной автодороге 67Н-89 от шоссе Севастополь — Ялта.
Площадь села — 34,2 гектара.. Имеется отделение почты, действует детский сад № 79, клуб, сообщение — маршрутные такси и автобус. На окраине села находится грузовой железнодорожный Сапунгорский разъезд на линии Инкерман I — Камышовая бухта.

## Население
| 1998 | 2014 |
| ---- | ---- |
| 630  | ↗937 |

Численность населения по данным переписи населения по состоянию на 14 октября 2014 года составила 937 человек, по оценке на 1998 год — 630 человек.

## История
На месте современного села, во время обороны Севастополя 1854—1855 годов, 13 (25) октября 1854 года, произошла одна из крупнейших битв Крымской войны — Балаклавское сражение. В июле 2013 года военно-историческую реконструкцию боя посетил принц Майкл Кентский. Село основано во второй половине XX века. С 21 марта 2014 года в составе Севастополя аннексировано Россией.